# パーリンカ

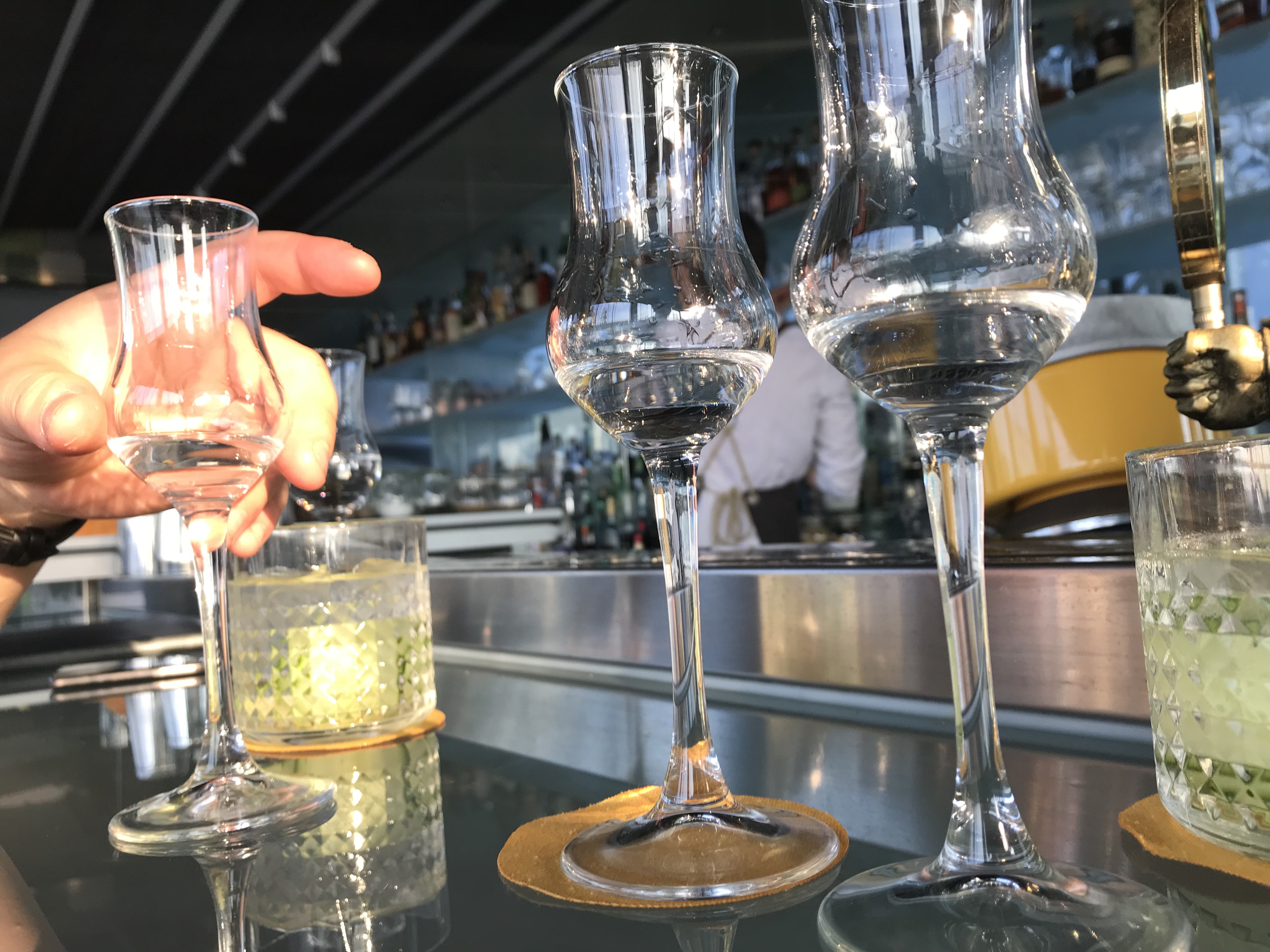

パーリンカ(ハンガリー語:pálinka['paːliŋkɒ])は、ハンガリーで造られる、果物を原料とする蒸留酒である。なお、ハンガリー国外で造られる同様の蒸留酒はパーリンカを名乗ることはできず、フルーツブランデー、ツイカ、ラキヤなどと区別される。語源はスロバキア語で「燃やす(蒸留する)」を意味する「pálenka['paːlɛŋka]」、さらに基はスラヴ語の「páliť」から。
素材として使われるフルーツは様々なものがあるが、最も一般的なものはプラムで、次いでリンゴ、洋ナシ、チェリー、アプリコットなどがある。
基本的には「素材の果物名＋パーリンカ」の名前で分類される。(例：プラムの場合「Szilva pálinka」、アプリコットの場合「Barack pálinka」)

## 飲み方
オン・ザ・ロックや水割りなど、冷やしたり薄めたりする飲み方は香りが立たないため、一般的にはストレートで飲まれることが多い。ハンガリーではショットグラスに注いだパーリンカを一気に飲む飲み方がよく見られる。ただしアルコール度数が強いため、グラスに室温と同程度のパーリンカを少量入れ、香りとともに楽しむ飲み方も一般的である。適度に温度が上がると香りが立つので、グラスを手のひらで包み込むようにして温めながら味わうことでより香りを楽しむことができる。ただし注いだ時から充分に香りが強いため、ブランデーとは違い香りの変化は少なく温めずとも果物の香りを楽しめるので温める必要はない。

## 製法
製法は一般的なブランデーと同様である。パーリンカの品質は、使用する果物の品質に大きく影響されるため、生産者は良質の果物を厳選する必要がある。
果物をペースト状(フルーツマッシュ)にする。この時、種のある果実は種を取り除くことが一般的であるがこれは蒸留後に毒性のあるシアン化合物が残らないようにするためである。蒸留所や造り手によっては種を残す場合もある。
次にこれを発酵させる。果物によってはこの際にクエン酸や酵母などを添加する必要があるがこれはパーリンカ法で制限される添加物には含まない。この時室内の温度は14～16℃が理想とされ、発酵期間は蒸留所によって異なるが2週間前後が一般的である。発酵が終わった後にこれを蒸留器へ移す。この時に濾過はしない。蒸留回数は二回で造ることが多く、一回目の蒸留では主にアルコール分を、二回目の蒸留では果物の香りを抽出することが目的とされる。一般的な蒸留酒と同様に精製物のヘッド、ハート、テール(前半、中盤、後半)部分で分ける。この時の分別具合は造り手によって異なるが前半部分は有害物質が多いため使用せず、破棄することが多い。蒸留酒によっては廃棄せず次回の生産時に混合することがあるがパーリンカはパーリンカ法によってこれができない。
蒸留後のアルコール度数は80%ほどあるが、加水しアルコール度数を40%～60%ほどに調節した後に熟成をする。この時の水は濾過し、よりクリアにしたものを使用する蒸留所が多く、加水した後にもう一度濾過してから熟成を行う蒸留所もある。
熟成は樽(オーク、桑が多い)で行うものもあるが、一般的にステンレスタンクで行われるため、完成したパーリンカは無色透明になる。この場合は樽の香りがないため、純粋な果物の香りを楽しむことができる。木(樽)の香りによって、果物の香りが楽しめないという捉え方をするため、樽熟成したパーリンカを嫌うハンガリー人もいる。

## 種類
- Kisüsti - 1000リットル未満の銅製ポットスチルで二回蒸留して造られたもの。
- Érlelt - 1000リットル未満の木製の樽で少なくとも3ヶ月間、または1000リットル以上の木製の樽で少なくとも6ヶ月間熟成したもの。
- Ó　1000リットル未満の木製の樽で少なくとも12ヶ月間、または1000リットル以上の木製の樽で24ヶ月間熟成したもの。
- Ágyas - パーリンカに果物を最低3ヶ月漬け込んだもの。パーリンカの原料と同じ果物を漬け込むことが一般的だが、異なる種類のものでもよい。この時漬け込む果物はドライフルーツが好ましい。100リットルのパーリンカに最低10kgの熟した果実、または5kgのドライフルーツを漬け込む。
- Törköly - ブドウの搾りかすから造られたもの。パーリンカの中でも最も古いタイプの一つで、食後酒として飲まれることが多くハンガリーでの人気も非常に高い。グラッパやマールと製法が同じため味わいや香りは非常に近い。

## パーリンカ法
EUの法律に基づき制定された法律で、パーリンカの定義が明確化された。
1. ハンガリーで栽培された果物から発酵、蒸留し造られたもので、その他一切の材料(※)を添加してはいけない。
2. ハンガリーで栽培、発酵、蒸留、瓶詰めしなければならない。
3. アルコール度数が37.5%から86%の間でなければならない。

濃縮されていない果汁とドライフルーツは添加することが認められており、ドライフルーツは発酵段階では使用できないが、熟成の段階での使用(「種類」の項のágyas)が可能である。 

### 保護原産地呼称(PDO)で保護されているパーリンカ
1. Békési Szilvapálinka(ベーケーシ・シルヴァパーリンカ/プラム)
2. Gönci Barackpálinka(グンツィ・バラツクパーリンカ/アプリコット)
3. Kecskeméti Barackpálinka(ケチュケメート・バラツクパーリンカ/アプリコット)
4. Szabolcsi Almapálinka(サボルチ・アルマパーリンカ/リンゴ)
5. Szatmári Szilvapálinka(サトゥマーリ・シルヴァパーリンカ/プラム)
6. Pannonhalmi Törkölypálinka(パンノンハルミ・トゥークリパーリンカ/ブドウの絞りカス)
7. Újfehértói Meggypálinka(ウーイフェヘールトーイ・メッジパーリンカ/サワーチェリー)
8. Göcseji Körtepálinka(グーチェイ・クールテパーリンカ/洋ナシ)

### パーリンカ法の変遷
- 1989年 - 欧州連合(EU)でスピリッツ(蒸留酒)の原産地保護であるPDO及びPGIについて統一する規制を確立。
- 1997年 - ハンガリーにて、商標及び地理的表示の保護に関する法律が施行される。
- 1999年 - 「Szatmári Szilvapálinka」がハンガリーで初めて、上記の商標及び地理的表示の保護に関する法律の適用により原産地の保護を取得。EU加盟のプロセス中で、ハンガリーはEUにおける「Pálinka」「Törkölypálinka」の原産地呼称の保護を申請する。
- 2002年12月 - 「Pálinka」「Törkölypálinka」がEUにおいて原産地呼称を認められたため、ハンガリーの固有のものとして保護される。
- 2004年5月1日 - ハンガリーがEUに加盟する。ハンガリーにおいて、生産方法を具体的に示した最初の本格的なパーリンカ法が施行される。
- 2008年 - EUにおいて蒸留酒の定義、説明、表示、ラベルの貼付、地理的表示の保護に関する規則＜Regulation(EC)110/2008＞[1]が発表され、評議会規則＜Council Regulation(EEC)No 1576/89＞[2]が廃止される。ハンガリーにおいて＜Regulation(EC)110/2008＞を参考にしパーリンカ法＜LXXIII＞が改定される。
- 2019年 - 上記の規則が改正され、新しい規則＜Regulation(EU)2019/787＞[3]が施行される。大きな改正点は、原料である農作物とエチルアルコール及びメチルアルコールの含有量に関する部分が明確に定められたことである。先述の規則＜Regulation(EC)No 110/2008＞は廃止となる。